# Albon (Drôme)
Albon – miejscowość i gmina we Francji, w regionie Owernia-Rodan-Alpy, w departamencie Drôme.
Według danych na rok 1990 gminę zamieszkiwały 1543 osoby, a gęstość zaludnienia wynosiła 60 osób/km² (wśród 2880 gmin regionu Rodan-Alpy Albon plasuje się na 555. miejscu pod względem liczby ludności, natomiast pod względem powierzchni na miejscu 314.).

## Populacja

Populacja Albon w latach 1962–2008